# South Bethany
South Bethany é uma vila localizada no estado americano de Delaware, no condado de Sussex.

## Geografia
De acordo com o United States Census Bureau, a vila tem uma área de 1,4 km², onde 1,3 km² estão cobertos por terra e 0,1 km² por água.

### Localidades na vizinhança
O diagrama seguinte representa as localidades num raio de 16 km ao redor de South Bethany.

## Demografia
Segundo o censo nacional de 2010, a sua população é de 449 habitantes e sua densidade populacional é de 339,9 hab/km². Possui 1 297 residências, que resulta em uma densidade de 981,9 residências/km².